# Campbell Soup Company
Pour les articles homonymes, voir Campbell.
The Campbell's Company (Campbell's ; récemment changé de Campbell Soup Company), créée en 1869, est une multinationale agroalimentaire américaine, active principalement sur les segments de la soupe, des biscuits, des boissons (marque V8). Elle est régulièrement classée parmi les entreprises du Forbes 500. Son siège social est situé à Camden, dans le New Jersey aux États-Unis et elle est présente en exportation directe ou par le biais de ses différentes filiales dans environ 120 pays à travers le monde.

## Historique

### Débuts: Joseph Campbell & Co

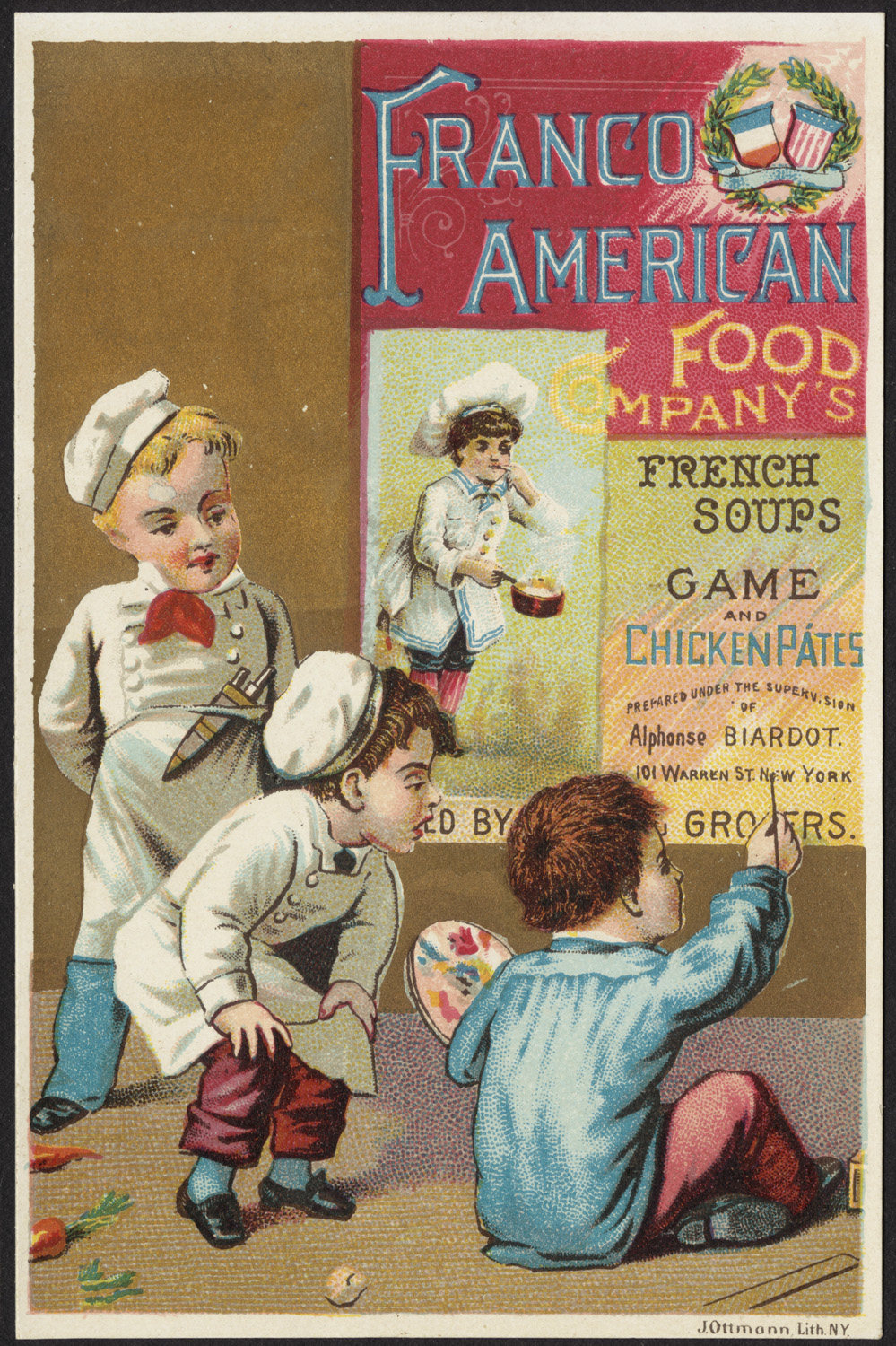
Annonce publicitaire pour la compagnie Franco-American, maintenant une division de Campbell's aux USA. Datée d'avant 1900.

La société Campbell's a été créée en 1869 aux États-Unis, dans le New Jersey, par Joseph A. Campbell et Abraham Anderson. Cette société, appelée à l'origine «Joseph A. Campbell Preserve Company», produisait toutes sortes de produits présentés en boites de conserve: tomates, légumes, soupes, condiments, confitures, ou viande hachée.

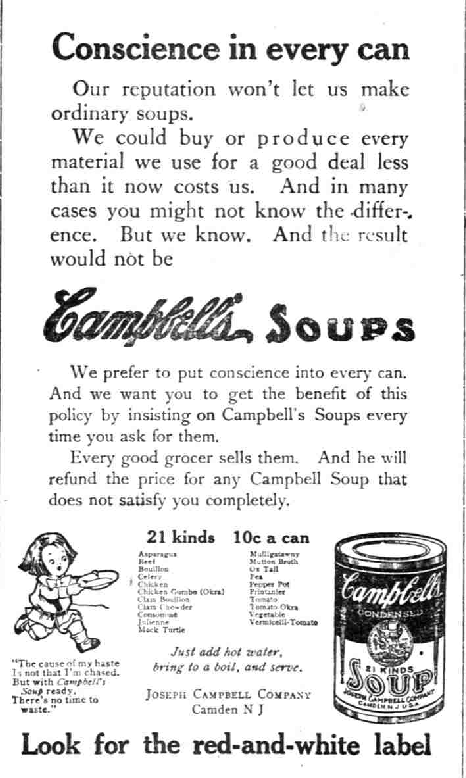
Pub d'un journal de Washington en 1911, 21 variétés.

Abraham Anderson quitte la société en 1876, et laisse Joseph Campbell organiser la société.
À partir de 1897, un neveu d'un des partenaires financiers de Campbell, Dr. John T. Dorrance, entre dans la société et grâce à sa solide formation supérieure de chimiste du MIT et de l'université de Göttingen (Allemagne) développe une méthode commercialement viable de concentration des conserves en extrayant la moitié de l'ingrédient le plus lourd : l'eau.
À cette époque, la soupe n'était pas courante au menu des Américains, mais elle l'était en Europe où Dorrance avait séjourné. Les soupes concentrées de Campbell's furent vite couronnées de succès en raison de leur praticité et leur prix attractif (1 boite pour 10 cents).
En 1898 pour la 1re fois, l'ensemble des emballages Campbell's possède un design « rouge et blanc », qui reste encore aujourd'hui le symbole clé de cette marque. Certaines des variétés phare de la marque ont traversé les générations et constituent encore aujourd'hui des fondamentaux de la gamme soupe condensée: soupe à la tomate (lancée en 1897), crème de champignons (1934) et la variété poulet/nouilles (1934).
En 1915, Campbell's rachète la société «Franco-American Company», spécialiste de produits gastronomiques. Cette marque poursuivra son développement avec des lignes de production de spaghetti et de diverses pâtes.
En 1921, la société «Joseph Campbell & Co» est dissoute et «Campbell Soup Company» voit le jour, pour mieux se développer à partir de son produit phare, la soupe concentrée.

### Développement international: Campbell Soup Company
En 1930, Campbell créé de sa filiale canadienne, puis en 1933 sa filiale britannique. En 1948, Campbell fait l'acquisition de « V8 vegetable juice », 1er jus de légumes lancé sur le marché. En 1954, Campbell est introduit à la bourse de New York. En 1959, Campbell ouvre une filiale au Mexique.
En 1960, Campbell acquiert les biscuiteries Pepperidge farm aux États-Unis. En 1961, Campbell prend le contrôle de Delacre en Europe et créé une filiale en Australie. En 1966, Campbell acquiert le chocolatier Godiva.
En 1970, Campbell lance aux États-Unis une gamme de soupes avec morceaux et prêtes à servir : « Campbell's Chunky », puis en 1981, il lance toujours aux États-Unis une gamme de sauces pour pâtes, « Prego Spaghetti sauces ».
En 1992, Campbell acquiert le 7e biscuitier mondial, Arnott's, basé en Australie. En 1996, Campbell acquiert le 1er producteur de soupes en conserve en Allemagne, Erasco. En 1997, Campbell lance aux États-Unis la marque « V8 splash », autour des jus de fruits et légumes. En France, Campbell acquiert à Danone le leader de la soupe liquide, Liebig. En 1998, Campbell vend les biscuits Delacre à United Biscuits.
En 2001, Campbell acquiert auprès d'Unilever des sociétés de soupes déshydratées et bouillons (Royco en France et Belgique, Heisse Tasse en Allemagne, Oxo et Batchelors en Angleterre, Bla Band en Suède) et des activités de mayonnaise et de sauces de Lesieur. En 2002, Campbell lance aux États-Unis d'une gamme de soupes à emporter, « Cambpell's Soup at Hand » et acquiert du leader australien des snacks salés, Snack Foods.
En 2006, Campbell cède ses filiales britannique et irlandaises à Premier Food Industries. En 2007, Campbell vend de son activité chocolat tourné autour de Godiva au groupe turc Ülker (Yildiz) pour la somme de 850 millions de dollars. En 2008, Campbell vend les sauces et mayonnaises Lesieur à Saipol, qui possède également l'huile Lesieur. En octobre 2013, Campbell vend les marques Liebig, Royco, Erasco, Bla Band et Devos Lemmens, présentes en Europe, à CVC Capital Partners pour 400 millions d'euros : ces marques sont regroupées au sein de Continental Foods.
En juin 2015, Campbell acquiert Garden Fresh, une entreprise américaine spécialisé dans la salsa, pour 231 millions de dollars. En juillet 2017, Campbell annonce l'acquisition de Pacific Foods, spécialisée dans les soupes biologiques, pour 700 millions d'euros. En décembre 2017, Campbell Soup annonce l'acquisition pour 4,87 milliards de dollars de Snyder's-Lance, entreprise américaine de snack salé issue en 20120 de la fusion de Lance et de Snyder's of Hanover.
En juillet 2019, Campbell vend sa filiale danoise Kelsen, spécialisée dans les biscuits avec les marques Kjeldsens et Royal Dansk à Ferrero  pour 300 millions de dollars. En juillet 2019, Campbell annonce la vente de sa filiale Arnott australienne possédant la marque Arnott de biscuits Tim Tam au fonds d'investissement KKR pour 2,2 milliards de dollars américains.
En mars 2024, Campbell finalise l'acquisition de Sovos Brands, annoncée en août 2023, pour 2,33 milliards de dollars.
Le 11 septembre 2024, Campbell's a annoncé son intention de changer son nom pour The Campbell's Company en attendant l'approbation des actionnaires. Le changement de nom a été approuvé le 19 novembre 2024.

### Publicité et arts plastiques
Beaucoup de célébrités ont émaillé le parcours publicitaire de Campbell's, servant de porte parole à divers produits, de Ronald Reagan, à Johnny Carson en passant par Jimmy Stewart, Orson Welles, Helen Hayes, Donna Reed, Robin Leach, George Burns et Gracie Allen. Les personnages enfantins de l'illustratrice Grace Drayton ont été utilisés au début du XXe siècle dans les publicités du groupe.
À partir de 1962, Andy Warhol a utilisé à plusieurs reprises l'image des soupes « rouge et blanche » dans ses toutes premières photographies sérigraphiées, reportées sur toile (voir Campbell's Soup Cans). Une de ses œuvres (Campbell's Soup Can I, 1968) se trouve aujourd'hui au FRAC Bourgogne. Une autre toile, Small Torn Campbell's Soup Can (Pepper Pot) (1962), a été vendue en mai 2006 11 770 000 dollars à la galerie Gagosian.

## Principaux actionnaires
Au 7 janvier 2020:
| Mary Malone                                     | 17,7% |
| Bennett Dorrance                                | 15,1% |
| The Vanguard Group                              | 6,67% |
| Southeastern Asset Management                   | 6,11% |
| Campbell Soup Co. Voting Trust                  | 5,84% |
| Third Point                                     | 5,64% |
| Invesco Advisers                                | 3,78% |
| SSgA Funds Management                           | 3,10% |
| George Strawbridge                              | 2,76% |
| Capital Research & Management (World Investors) | 1,53% |

## Filiales et marques principales
Le groupe est présent dans plus de 120 pays et se décline en 4 grands secteurs d'activité : 
1. soupes et plats cuisinés
2. boissons
3. biscuits
4. chocolats

- Monde : 
  - Campbell's (soupes concentrées en boîtes métalliques rouge et blanche)

- Europe : 
  - Belgique : Imperial (desserts en poudre, farines à gâteau), Délisoup (soupes liquides en briques ou bouteilles)
  - Allemagne : Raguletto (sauces italiennes pour pâtes), Lacroix (soupes et sauces de tradition culinaire)
  - Suède et Finlande : Bla Band (soupes et sauces déshydratées), Iso Mitta (fonds de sauce)

- États-Unis :
  - Pepperidge farm (biscuits)
  - V8 (boissons)
  - Prego (sauces italiennes)

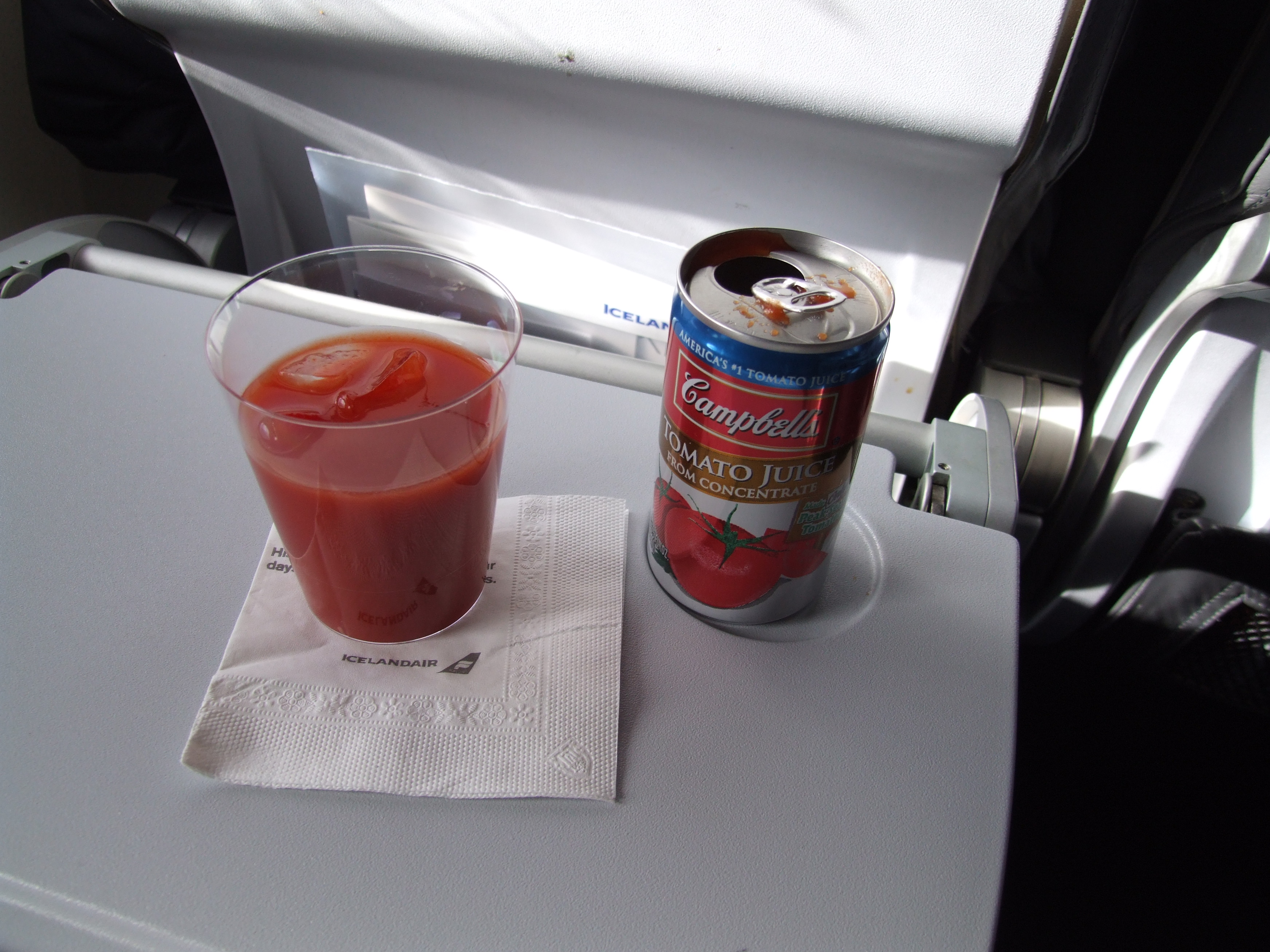
Campbell's tomato juice sur un vol d'Icelandair.

  - Cambpell's Chunky soup (soupes avec morceaux, en boîtes métalliques/plastique pour micro-onde)
  - Cambpell's Select soup (soupes haut de gamme, en briques)
  - Soup at Hand (soupe à emporter et à réchauffer au micro-onde)
  - Pace (sauces mexicaines)
  - Swanson (bouillon)
  - Garden Fresh (sauce salsa)

- Canada (en complément des marques présentes aux États-Unis)
  - Gardennay

- Asie
  - Tim Tam
  - Nyam Nyam
  - Good Time
  - Kimball (sauces)
  - Cheong Chan (sauces chinoises)

- Australie et Nouvelle-Zélande (en plus de toutes les marques américaines de soupes du groupe)
  - Tim Tam, Shapes, SAO, Tiny Teddy (biscuits)
  - Arnott's

Cette filiale est aussi le distributeur de Pringles (marque du groupe Kellogg's) dans cette zone.